# John L.M. Irby
John Laurens Manning Irby, född 10 september 1854 i Laurens, South Carolina, död 9 december 1900 i Laurens, South Carolina, var en amerikansk demokratisk politiker. Han representerade delstaten South Carolina i USA:s senat 1891-1897.
Irby studerade vid College of New Jersey (numera Princeton University) och University of Virginia. Han studerade sedan juridik och inledde 1875 sin karriär som advokat i South Carolina.
Irby efterträdde 1891 Wade Hampton III som senator för South Carolina. Han efterträddes sex år senare av Joseph H. Earle. Irby avled 1900 och gravsattes på Laurens City Cemetery i Laurens.